# Скотленд (Джорджія)
Скотленд (англ. Scotland) — місто (англ. city) в США, в округах Телфер і Вілер штату Джорджія. Населення — 173 особи (2020).

## Географія
Скотленд розташований за координатами 32°2′51″ пн. ш. 82°49′7″ зх. д. / 32.04750° пн. ш. 82.81861° зх. д. (32.047572, -82.818479).  За даними Бюро перепису населення США в 2010 році місто мало площу 3,64 км², з яких 3,59 км² — суходіл та 0,06 км² — водойми.

## Демографія
Згідно з переписом 2010 року, у місті мешкало 366 осіб у 141 домогосподарстві у складі 108 родин. Густота населення становила 100 осіб/км².  Було 183 помешкання (50/км²).
Расовий склад населення:
| - 65,6 % — білих - 34,2 % — чорних або афроамериканців |

До двох чи більше рас належало 0,0 %. Частка іспаномовних становила 1,4 % від усіх жителів.
За віковим діапазоном населення розподілялося таким чином: 27,9 % — особи молодші 18 років, 57,6 % — особи у віці 18—64 років, 14,5 % — особи у віці 65 років та старші. Медіана віку мешканця становила 40,0 року. На 100 осіб жіночої статі у місті припадало 89,6 чоловіків;  на 100 жінок у віці від 18 років та старших — 79,6 чоловіків також старших 18 років.
Середній дохід на одне домашнє господарство  становив 39 852 долари США (медіана — 32 500), а середній дохід на одну сім'ю — 42 019 доларів (медіана — 41 250). Медіана доходів становила 40 260 доларів для чоловіків та 21 667 доларів для жінок. За межею бідності перебувало 22,4 % осіб, у тому числі 37,5 % дітей у віці до 18 років та 6,5 % осіб у віці 65 років та старших.
Цивільне працевлаштоване населення становило 147 осіб. Основні галузі зайнятості: публічна адміністрація — 27,2 %, виробництво — 25,9 %, освіта, охорона здоров'я та соціальна допомога — 18,4 %.